# オナモミ属
オナモミ属（オナモミぞく、学名：Xanthium）とは、キク科の属の1つ。

## 特徴
世界中の広い範囲に分布する。ほとんどが一年草。花は雄花序と雌花序に分かれ、上の方に雄花の集まりが、葉腋に雌花が付く。雄花は舌状花のない頭状花序だが、雌花は特に変わった構造をしている。

## 果実
オナモミの果実は、キク科の中では特殊化している。キク科の花に見えるものは、多数の花が集合した頭状花序とよばれるものであり、萼に見えるものは総包とよばれる花をつける茎につく葉である。
オナモミでは総包が肥大、融合して固い殻になり、果実（の集まり）を包んでしまう。その表面に棘が突き出しており、この棘を動物の体に引っ掛けて種子を伝播させる。この特性のため、ひっつき虫などとも呼ばれる。この棘の1本はキクの「花」（頭花）の「萼」（総包）の1枚に相当する。その殻を切り開けば、中に真の果実が2つ入っている。

## 主な種

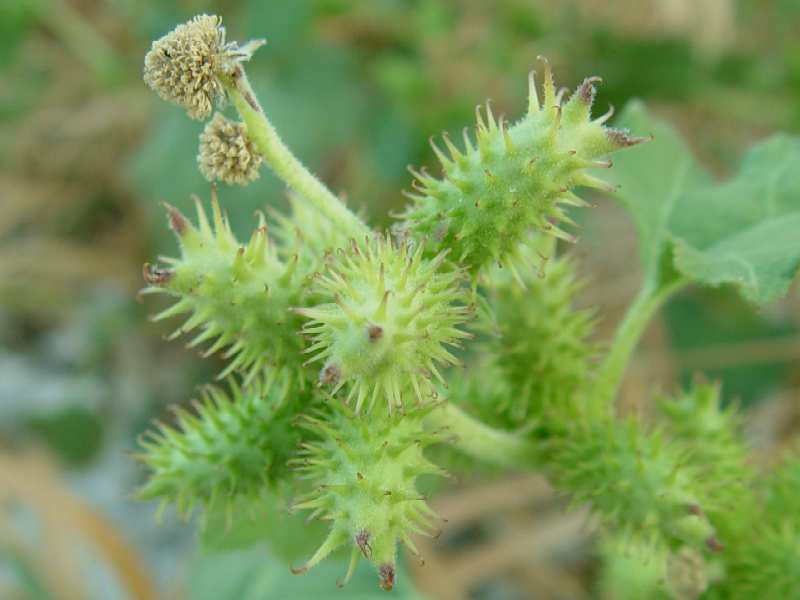
オナモミのいが（雌総苞・内部に2痩果がある）

オナモミ X. strumarium
アジア大陸原産の種。日本では一般的な種で、大きさも全種の中間ぐらいに属する。
オオオナモミ X. occidentale
北米原産の種。名前の通りオナモミより大きな種類で、種子の付き具合なども他の種類に比べ密集している。
トゲオナモミ X. spinosum
ヨーロッパ原産とも言われているが、異論もあり、定かではない。名前の通りトゲを持つ種類で、葉なども他の種に比べると細い。
イガオナモミ X. italicum
アメリカ大陸原産の種。最近、範囲を広げつつある。